# 4365 Іванова
4365 Іванова (4365 Ivanova) — астероїд головного поясу, відкритий 7 листопада 1978 року.
Тіссеранів параметр щодо Юпітера — 3,303.
Названий на честь болгарського астронома Віолети Іванової.